# Anacoreta
Os anacoretas (do grego antigo: ἀναχωρητής, anachōrētḗs, "aquele que abdicou do mundo", do verbo ἀναχωρέω, anachōréō, significando "retirar-se", "recolher-se") eram monges ou ermitãos cristãos que viviam em retiro e solidão, especialmente nos primórdios do cristianismo, dedicando-se  à oração e à escrita de liturgias, a fim de alcançar um estado de graça e pureza de alma pela contemplação. 
O termo anacoreta também é utilizado para denominar um penitente que se afastou do convívio humano para viver na mais completa solidão, procurando expiar seus pecados via meditação.
Dentre notórios anacoretas reconhecidos pela Igreja Católica, estão Santo Antão do Deserto, São Drogo de Seburgo e Santo Afraates, da Igreja Siríaca.